# Gertruda Ferchland
Martha Liska Gertrud Ferchland, zvaná Trude (30. května 1894 Curych – 21. února 1943 Międzyrzecz) byla německá architektka a vysokoškolská pedagožka v oboru architektury.

## Životopis
Gertruda Ferchland se narodila jako nemanželské dítě ve Švýcarsku, protože její rodiče Emil Ferchland, student berlínské technické školy, a Mathilde Böweová, učitelka v Berlíně, porod v Německu zatajili kvůli celibátu učitelek. Po porodu se Trudini rodiče o šest měsíců později vzali. V roce 1896 se rodina přestěhovala do Lipska, kde Emil pracoval jako stavební inspektor. Následovalo několik stěhování, až se rodina usadila v zahradním městě Hellerau u Drážďan, které bylo osídleno v rámci projektu Lebensreform založeného v roce 1909. Od roku 1913 studovala jako jedna z prvních žen architekturu na Technische Hochschule Charlottenburg (nyní Technická univerzita Berlín) a získala titul diplomovaný inženýr.
Na univerzitě se seznámila se svou dlouholetou přítelkyní a pozdější architektkou Lotte Cohn. Od roku 1917 se obě ženy po určitou dobu podílely na obnově Východního Pruska jako architektky. Přátelství se rozpadlo poté, co Lotte Cohn v roce 1921 emigrovala do Palestiny a Ferchland se sblížila s národně socialistickým hnutím. Na podzim roku 1923 se zapsala na drážďanskou technickou univerzitu, obor všeobecný. V letech 1923–1926 se zde vyučila učitelství a poté pracovala nejprve jako sekretářka, poté jako asistentka Richarda Seyferta na Pedagogickém institutu Technische Hochschule v Drážďanech. Od roku 1930 byla vedena jako lektorka v přednáškových seznamech a byla členkou komise pro diplomové zkoušky učitelů základních škol, ale plánovanou disertační práci nedokončila. Dne 1. května 1933 vstoupila Ferchland do NSDAP a 1. září 1933 do Nationalsozialistischer Lehrerbund (Národně socialistický svaz učitelů). Kolem roku 1935 pobývala v Berlíně, aby na zakázku říšského ministerstva školství vypracovala novou čítanku pro základní školy. Koncem roku 1936 se přestěhovala z Drážďan do Schneidemühlu, kde se stala nejprve docentkou a v roce 1938 profesorkou na Vysoké škole pedagogické (Hochschule für Lehrerbildung). Nabízela cvičení z metodiky výuky němčiny a volitelné semináře o nářečích a islandských příbězích. V roce 1941, po přeměně na pedagogickou školu, se zde stala studijní referentkou s titulem profesorky.
Dne 12. února 1943 byla Ferchland zřejmě po nervovém zhroucení přijata do městské nemocnice Schneidemühl a 15. února 1943 byla uznána duševně nemocnou. Bylo požádáno o převoz do Landesheil- und Pflegeanstalt Meseritz-Obrawalde. V potvrzení není uvedeno žádné fyzické onemocnění, pouze zmínka o pobytu v sanatoriu v předchozím roce kvůli neklidu. V dalším dokumentu je zmíněna deprese.
Dne 16. února byla přijata do Meseritz-Obrawalde. Ředitel pedagogické školy Schneidemühl Gerhard Bergmann napsal vedoucímu lékaři Theophilu Mootzovi: "Naše kolegyně, profesorka Dipl.-Ing. Gertrud Ferchland", je "člověk, který už dlouho trpí, ale který je velmi cenný". Požádal vedoucího lékaře, aby se o ni "zvlášť zajímal" a aby mu "při vhodné příležitosti zaslal zprávu o stavu paní Ferchland". V ručně psané odpovědi ze dne 20. února, označené jako "urgentní", se uvádí, že stav pacienta se "dosud nezlepšil". Dne 21. února 1943, pět dní po převozu do Obrawalde, zemřela - jako příčina smrti bylo uvedeno "vyčerpání".